# Davi Sabbag
Davi Sabbag (Goiânia, 13 de agosto de 1989) é um cantor e compositor brasileiro que iniciou sua carreira como um dos vocalistas da Banda Uó, ao lado de seus amigos Mateus Carrilho e Mel Gonçalves. Após oito anos à frente da banda, onde lançou dois álbuns de estúdio, um EP e um DVD ao vivo, Sabbag, assim como os outros dois integrantes, seguiu carreira solo, lançando a balada de R&B "Tenho Você" como seu primeiro single solo ainda em 2018. A faixa fez parte de seu primeiro EP solo, Quando, também lançado em 2018. Em 2019, lançou seu primeiro álbum de estúdio, Ritual, cujo título também dá nome ao primeiro single do álbum.

## Início
Davi Sabbag nasceu em Goiânia, Goiás, em 13 de agosto de 1989. De origens libanesa (sendo o sobre nome Sabbag oriundo do Líbano) e alemã, aos seis anos de idade, percebeu seu interesse pela música ao ganhar um teclado de brinquedo de seu pai. Aos oito, foi matriculado numa escola de música em Goiânia. Além do seu interesse pela música, Davi também fez diversos cursos para ser chef na adolescência, pensando em talvez seguir carreira na culinária, além de ter sido campeão de ginástica artística em campeonatos do seu estado. Aos dezoito anos, foi tentar música em Nova York, nos Estados Unidos. Na Universidade Federal de Goiás, cursou Composição na Escola de Música e Artes Cênicas, onde conheceu na noite goiana os artistas Mel Gonçalves e Mateus Carrilho.

## Carreira

### 2010-18: Banda Uó
O trio de Goiânia se mudou para São Paulo em 2011 por conta de seu trabalho na Banda Uó, que logo alcançou reconhecimento nacional devido a seu estilo musical que misturava sons regionais, como o tecnobrega com a música pop, e inseria letras divertidas em ritmos indie. O primeiro EP da banda, Me Emoldurei de Presente Pra Te Ter, foi produzido por membros do Bonde do Rolê e lançado em julho de 2011.
Em 2017, a banda anunciou uma pausa, que viria a ser o seu término. Os artistas queriam seguir seu trabalho com mais liberdade individualmente. Foi quando lançaram sua última faixa juntos, intitulada "Tô Na Rua", que veio acompanhada de um videoclipe gravado nas ruas de São Paulo que buscava mostrar uma imagem mais madura dos integrantes do trio.

### 2018-presente: Carreira solo

#### Quando
O primeiro trabalho da carreira solo de Davi foi o single "Tenho Você", lançado em 24 de julho de 2018. A música remete ao R&B e assim o artista se distancia da estética do seu trabalho anterior desenvolvido com a Banda Uó. A música revela um ar mais intimista e romântico do artista. O videoclipe foi dirigido por Vinícius Cardoso e gravado na Espanha. "Tenho Você" fez parte do primeiro EP de Davi, intitulado Quando, que ainda contou com o single "Seu Direito". O EP Quando revelou um lado mais acústico e sentimental do cantor, mostrando mais sua identidade depois do fim da Banda Uó. Em 27 de novembro de 2018, o EP foi lançado com 5 faixas e com o videoclipe da música "Ficar de Boa", parceria com a cantora Jade Baraldo.

#### Ritual
Em agosto de 2019, Davi lançou o primeiro single do seu primeiro álbum, Ritual. O videoclipe da música apresenta uma estética queer, em que Davi dança entre luzes neon. O artista lançou seu álbum de estreia, Ritual, em 27 de setembro de 2019, junto com o videoclipe da faixa "Banquete", uma colaboração com o cantor e compositor Jaloo. A produção musical do álbum contou com Fabio Smeili e Iuri Rio Branco, além do próprio artista. Ritual ainda conta com colaborações da cantora Urias em "Não Faz Diferença" e do cantor baiano Kafé na faixa "Café Preto". O álbum traz uma atmosfera de romance e misticismo que mescla pop, R&B, música eletrônica com ritmos e percussões tipicamente brasileiras. O disco "Ritual" foi relançado em 8 de maio de 2020 em uma versão deluxe com algumas faixas novas, incluindo a parceria “Só Mais Uma” com o cantor Filipe Papi.

## Discografia

### Álbuns de estúdio
| Álbuns | Detalhes                                                       |
| ------ | -------------------------------------------------------------- |
| Ritual | - Lançamento: 27 de setembro de 2019 - Gravadora: Independente |

### Extended plays(EPs)
| Álbuns | Detalhes                             |
| ------ | ------------------------------------ |
| Quando | - Lançamento: 27 de novembro de 2018 |

### Singles

#### Como artista principal
| Ano  | Canção                            | Certificações | Álbum  |
| ---- | --------------------------------- | ------------- | ------ |
| 2018 | "Tenho Você"                      | - : PMB: Ouro | Quando |
| 2018 | "Seu Direito"                     |               | Quando |
| 2018 | "De Boa" (part. Jade Baraldo)     |               | Quando |
| 2019 | "Ritual"                          |               | Ritual |
| 2019 | "Ficar Sem Você"                  |               | Ritual |
| 2019 | "Banquete" (part. Jaloo)          |               | Ritual |
| 2020 | "Não Faz Diferença" (feat. Urias) |               | Ritual |
| 2020 | "Só Mais Uma" (part. Filipe Papi) |               | Ritual |

#### Como artista convidado
| Ano  | Título                                                | Álbum           |
| ---- | ----------------------------------------------------- | --------------- |
| 2020 | "Tomara (Remix)" (Linn da Quebrada part. Davi Sabbag) | Pajubá Remix II |